# Adres hołdowniczy
Adres hołdowniczy – uroczysta forma wyrażenia uznania i szacunku osobie szczególnie zasłużonej w jakiejś dziedzinie. Także służący w tym samym celu rodzaj adresu, jako formy prozy użytkowej.
Niezwykle  popularny był w Europie XIX wieku. Jego forma wywodziła się jeszcze ze średniowiecznej ceremonii homagium.